# 2000 GS135
2000 GS135 är en asteroid i huvudbältet som upptäcktes den 8 april 2000 av LINEAR i Socorro County, New Mexico.